# Jerry Fuller (Schlagzeuger)
Jerry Fuller (* 5. April 1939 in Calgary; † 13. Juli 2002 in Toronto) war ein kanadischer Jazz-Schlagzeuger.

## Leben und Wirken
Jerry Fuller stammte aus einer musikalischen Familie; sein Vater war Saxophonist, der eine Hotel-Bigband in Calgary leitete. Die Familie zog dann nach Vancouver. Nach Schlagzeug-Unterricht in Calgary studierte er 1958/59 in Los Angeles am Westlake College. Ende der 1950er Jahre spielte er in der Band von Paul Perry, die ein Sommer-Engagement im Resort Sylvan Lake (zwischen Edmonton und Calgary) hatte. Bei Aufnahmen mit Ron Collier hatte er Gelegenheit, mit Duke Ellington als Gastmusiker zusammenzuarbeiten (North of the Border); 1967 trat er mit Collier auf der Weltausstellung auf. In den 1970er Jahren spielte Fuller mit in Kanada gastierenden Musikern wie Pepper Adams, Zoot Sims, Paul Desmond und Lee Konitz; außerdem hatte er Auftritte im Radioprogramm Toronto Alive!. Als Sessionmusiker arbeitete er in den folgenden Jahren u. a. mit Rob McConnells Boss Brass (1970), Moe Koffman (1975), Ed Bickert, Ian McDougall, Peter Appleyard (1977), Oscar Peterson (The Personal Touch, 1980), Kirk MacDonald, Mel Tormé (1986), Brian Dickinson und Greg Clayton. 
Fuller ist nicht mit dem gleichnamigen US-amerikanischen Jazz-Klarinettisten sowie mit dem US-amerikanischen Singer-Songwriter und Produzenten zu verwechseln.